# Humprecht (hora)
Humprecht (342 m n. m.), dříve také Humprechtsberg, je zalesněný vrch v okrese Jičín, v CHKO Český ráj. Leží asi 0,5 km severozápadně od Sobotky, na stejnojmenném katastrálním území. Vrch je známý především svou stavbou na vrcholu, což je stejnojmenný zámek Humprecht s výraznou elipsovitou stavební dispozicí, vystavěný v letech 1666–1668.
Vrch je zalesněn dubovým porostem s příměsí borovice.

## Geologie vrchu
Vrch Humprecht je kuželovitý neovulkanický suk tvořený subvulkanickou bazaltoidní brekcií s čedičovým pronikem. Vulkanické těleso bylo odkryto ve starším pleistocénu z obalu coniackých vápnitých jílovců. Vrch je přívodní kanál bývalé izolované sopky, vzniklé freatomagmatickou erupcí. Při vzniku vrchu se žhavé magma pod povrchem setkalo s vodou nasycenými křídovými sedimenty. Vytvořená pára vyvolala mohutný výbuch, který rozmetal na drobné kousky okolní usazené horniny i čedičové magma. Vzniklý kráter byl vyplněn úlomky rozdrobených hornin, které tvoří výrazný kopec.

## Geomorfologické zařazení vrchu
Vrch náleží do celku Jičínská pahorkatina, podcelku Turnovská pahorkatina, okrsku Mladoboleslavská kotlina a podokrsku Sobotecká kotlina, jehož je to nejvyšší vrchol.

## Přístup
Po jihovýchodním svahu vede modrá turistická značka, níže přes úpatí vrchu do Sobotky vedou i zelená a žlutá značka. V Sobotce je i nejbližší železniční zastávka. Automobilem se dá přijet do Sobotky odbočením ze silnice Mladá Boleslav – Jičín.